# Amos (profeta)
Amos (fl. VIII secolo a.C.) è stato uno dei profeti minori di Israele, le cui profezie sono riportate nell'omonimo libro biblico.
Il suo nome in ebraico significa Amosyah=" Yahweh solleva"/"Yahweh porta".
Nato in un villaggio non lontano da Betlemme, visse la sua missione al tempo di Geroboamo II (783/82-753 a.C.) nell'VIII secolo a.C.. Profeta e scrittore, ebbe il merito teologico di ammonire e denunciare un culto corrotto e ridotto a pura esteriorità, in un tempo in cui la prosperità cresceva nel regno di Israele.

## Vita del profeta

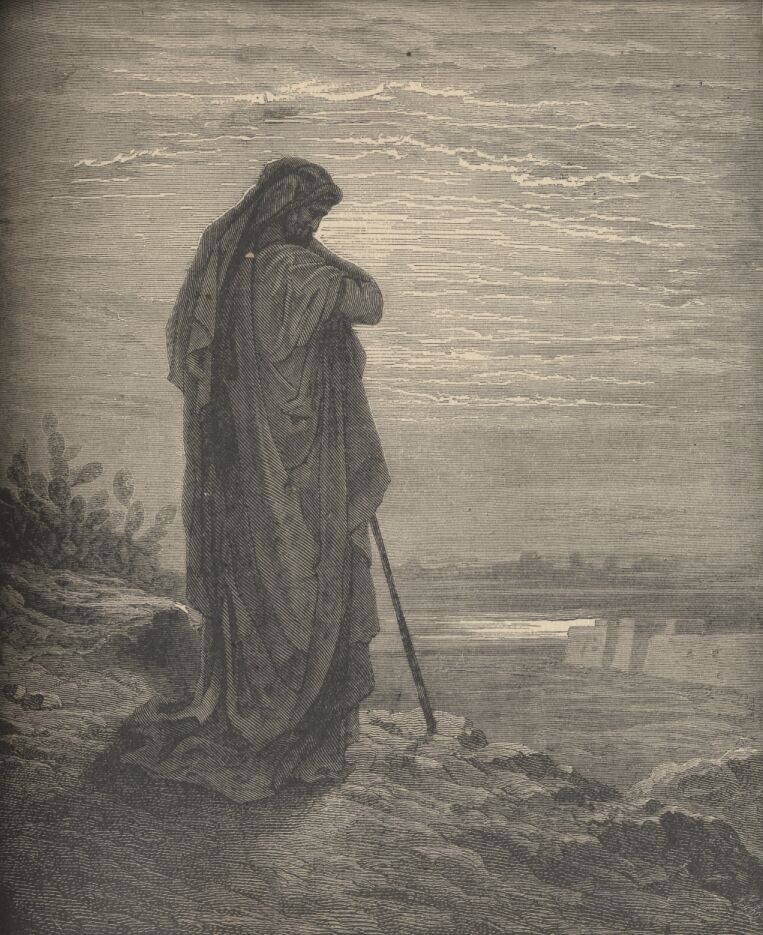
Il profeta Amos in una incisione di Gustave Doré

Il regno di Israele, dopo la fondazione avvenuta con il re Saul e gli anni di splendore sotto Re Davide e re Salomone, si trovò diviso in due entità statali: a nord Israele e a sud il regno di Giuda.
Amos profetizzò al tempo di Geroboamo II, tempo di prosperità notevole (la prosperità materiale fu accompagnata ben presto da una grave decadenza religiosa e morale). Questo profeta semplice, rude e schietto rimase colpito dalla corruzione dilagante che egli individuò in due settori soprattutto: l'ingiustizia sociale e la degenerazione del culto. Egli interviene contro tale stato di cose con la forza della parola profetica che da lui erompe implacabile e terribile; il suo ministero non dovette durare più di un anno. In patria riprese le precedenti occupazioni e attese a riordinare i suoi oracoli.
Amos, semplice contadino e mandriano, fu chiamato improvvisamente dal Signore mentre seguiva il gregge (come egli stesso informa in 7,14-15) gli fu affidata la missione di predicare nei due regni e di ammonire il popolo che si era corrotto con il benessere. Particolarmente fece pressioni sui sacerdoti e sui potenti che con la loro astuzia camuffavano abilmente le ingiustizie contro i poveri. Le sue predicazioni contro i costumi del tempo gli procurarono forti inimicizie, visto che fu anche espulso dalla città di Betel dal re Geroboamo su istigazione del sacerdote Amasia.

## Opera letteraria
Molti sono i passi nel suo libro dove si ammonisce il ricco e dove si condanna la religiosità esteriore. Le sue profezie di sventura per una mancata conversione troveranno compimento nell'abbattimento del regno del nord da parte degli Assiri e nella conseguente deportazione del popolo di Israele e dei suoi notabili nel 722 a.C.

## Culto
La Chiesa cattolica ne festeggia la memoria il 15 giugno.